# Uproxx
Uproxx工作室（英語：Uproxx Studios，风格化为UPROXX），是一个流行文化网站，于2008年由杰瑞特·迈尔和布莱恩·布拉特（Brian Brater）共同创建。2014年，网站被Woven Digital（后改名为Uproxx媒体集团）收购。该网站的目标读者群是18至34岁的男性。2018年8月，网站被華納音樂集團收购，但迈尔和布拉特仍继续控制公司的经营。